# キラーチューンしかねえよ
『キラーチューンしかねえよ』は、日本のヴィジュアル系エアーバンド・ゴールデンボンバーの3枚目のオリジナルアルバムである。2018年1月31日にZany Zapより発売された。

## 概要
- 前作『ノーミュージック・ノーウエポン』以来2年半ぶり、3枚目のオリジナル・アルバム作品となる。
- 前作以降に発売されたシングル4作品のうち「おどるポンポコリン」は未収録となった。
- 1月29日に行われた先行披露ライブにて、M.11「誕生日でも結婚式でも使える歌」の原盤使用料および著作権料の放棄を発表した[3]。鬼龍院はファンレターなどで寄せられた意見をもとに「誕生日でも結婚式でも両方使える歌」を制作し、使用料などを気にせず自由に楽曲を使ってほしいという思いから同曲をフリー音源とした[4]。
- なお、シングル「やんややんやNight 〜踊ろよ※※〜」は、新バージョンを収録している。
- オリコン週間アルバムチャートでは、初週で25,495枚を売り上げ2位を獲得[1][5]。通算4作目のトップ3入りを果たした。

## 収録曲
| 全作詞・作曲: 鬼龍院翔。 |                                      |           |            |                                      |      |
| #                        | タイトル                             | 作詞      | 作曲・編曲 | 編曲                                 | 時間 |
| 1.                       | 「口上」                             | 鬼龍院翔  | 鬼龍院翔   | 鬼龍院翔 & tatsuo                    | 0:44 |
| 2.                       | 「燃やして!マイゴッド」              | 鬼龍院翔  | 鬼龍院翔   | 鬼龍院翔 & tatsuo & 中川幸太郎       | 5:01 |
| 3.                       | 「やさしくしてね」                   | 鬼龍院翔  | 鬼龍院翔   | 鬼龍院翔 & tatsuo                    | 3:58 |
| 4.                       | 「やんややんやNight 〜踊ろよ日本〜」 | 鬼龍院翔  | 鬼龍院翔   | 鬼龍院翔 & tatsuo                    | 4:08 |
| 5.                       | 「水商売をやめてくれないか」         | 鬼龍院翔  | 鬼龍院翔   | 鬼龍院翔 & tatsuo                    | 4:13 |
| 6.                       | 「#CDが売れないこんな世の中じゃ」    | 鬼龍院翔  | 鬼龍院翔   | 鬼龍院翔 & tatsuo                    | 3:00 |
| 7.                       | 「お前を-KOROSU-」                   | 鬼龍院翔  | 鬼龍院翔   | 鬼龍院翔 & tatsuo                    | 3:55 |
| 8.                       | 「スイートマイルーム」               | 鬼龍院翔  | 鬼龍院翔   | 鬼龍院翔 & tatsuo                    | 5:06 |
| 9.                       | 「うれしいかなしい」                 | 鬼龍院翔  | 鬼龍院翔   | 鬼龍院翔 & tatsuo & 中川幸太郎       | 5:08 |
| 10.                      | 「海山川川」                         | 鬼龍院翔  | 鬼龍院翔   | 鬼龍院翔 & tatsuo                    | 4:19 |
| 11.                      | 「誕生日でも結婚式でも使える歌」     | 鬼龍院翔  | 鬼龍院翔   | 鬼龍院翔 & DJ Mass & Shoko Mochiyama | 3:18 |
| 12.                      | 「あの日君を傷つけたのは」           | 鬼龍院翔  | 鬼龍院翔   | 鬼龍院翔 & tatsuo                    | 3:52 |
| 13.                      | 「ドンマイ」                         | 鬼龍院翔  | 鬼龍院翔   | 鬼龍院翔 & tatsuo & 中川幸太郎       | 6:32 |
| 合計時間:                | 合計時間:                            | 合計時間: | 53:14      |                                      |      |

| #  | タイトル                                                   | 作詞 | 作曲・編曲 |
| -- | ---------------------------------------------------------- | ---- | ---------- |
| 1. | 「仲悪いけどメンバーで飲みに行ってみた」                   |      |            |
| 2. | 「うきはに泊まろう!~福岡の樽美酒の実家に泊まっちゃおうSP」 |      |            |

## 関連イベント
本作の先行披露ライブとして、「ゴールデンボンバーニューアルバム「キラーチューンしかねえよ」鬼龍院以外のメンバーも初聴き先行披露ライブ」を、2018年1月29日に豊洲PITで開催。LINE LIVEでも生配信された。この公演は、タイトル通りボーカル鬼龍院翔以外のメンバーは観客と同じタイミングで曲を初聴きし、ライブを敢行するという内容である。